# Ophiomyia georginae
Ophiomyia georginae är en tvåvingeart som beskrevs av Cerny 2007. Ophiomyia georginae ingår i släktet Ophiomyia och familjen minerarflugor. Inga underarter finns listade i Catalogue of Life.